# Lucas Plapp
Lucas „Luke” Plapp (ur. 25 grudnia 2000 w Melbourne) – australijski kolarz szosowy i torowy. Brązowy medalista olimpijski w wyścigu drużynowym na dochodzenie z Letnich Igrzysk Olimpijskich 2020.

## Osiągnięcia

### Kolarstwo szosowe
Opracowano na podstawie:

2018
- 1. miejsce w mistrzostwach Australii juniorów (jazda indywidualna na czas)
- 1. miejsce w mistrzostwach Oceanii juniorów (jazda indywidualna na czas)
- 2. miejsce w mistrzostwach świata juniorów (jazda indywidualna na czas)

2019
- 2. miejsce w mistrzostwach Australii U23 (jazda indywidualna na czas)

2020
- 1. miejsce w mistrzostwach Australii U23 (jazda indywidualna na czas)

2021
- 1. miejsce w mistrzostwach Australii (jazda indywidualna na czas)
- 2. miejsce w mistrzostwach świata U23 (jazda indywidualna na czas)

2022
- 1. miejsce w mistrzostwach Australii (start wspólny)
- 3. miejsce w Tour of Norway
- 3. miejsce w mistrzostwach świata (mieszana jazda drużynowa na czas)

2023
- 1. miejsce w mistrzostwach Australii (start wspólny)
- 2. miejsce w UAE Tour

### Kolarstwo torowe
Opracowano na podstawie:

2018
- 3. miejsce w mistrzostwach świata juniorów (wyścig drużynowy na dochodzenie)
- 1. miejsce w mistrzostwach świata juniorów (madison)
- 1. miejsce w mistrzostwach świata juniorów (wyścig punktowy)

2019
- 2. miejsce w mistrzostwach Oceanii (wyścig indywidualny na dochodzenie)

2020
- 1. miejsce w mistrzostwach Oceanii (wyścig drużynowy na dochodzenie)

2021
- 3. miejsce w letnich igrzyskach olimpijskich (wyścig drużynowy na dochodzenie)

## Rankingi

### Kolarstwo szosowe
| Rok              | 2019  | 2020 | 2021 | 2022 | 2023 | 2024 |
| ---------------- | ----- | ---- | ---- | ---- | ---- | ---- |
| World Ranking    | 1634. | 841. | 446. | 151. | 202. | 145. |
| UCI Oceania Tour | 82.   | 44.  | 23.  | 8.   | 14.  | -    |
|                  |       |      |      |      |      |      |
| Źródło: UCI      |       |      |      |      |      |      |